# Josef Mitterer
Josef Mitterer (* 1948 in Westendorf) ist ein österreichischer Philosoph und Universitätsprofessor im Ruhestand am Institut für Philosophie der Alpen-Adria-Universität Klagenfurt.

## Leben
Mitterer studierte Psychologie und Soziologie in Innsbruck und Linz sowie Philosophie in Graz mit „Ausflügen“ an die London School of Economics, nach Heidelberg und an das Inter University Centre Dubrovnik. 1976 hielt sich Mitterer in Berkeley bei Paul Feyerabend auf und entwickelte dort die „nicht-dualisierende Redeweise“. 1978 promovierte er an der Universität Graz bei Rudolf Haller. Danach war Mitterer im Tourismus als Tour-Manager und Management Consultant in Europa, den USA und Asien tätig. Seine Erfahrungen flossen später in den Aufsatz Der König von Frankreich lebt oder die Wirklichkeit auf Reisen ein. Seit 1990 lehrt Mitterer Philosophie an der Universität Klagenfurt, er hatte Gastdozenturen in Innsbruck und Laibach inne. Wichtigste Veröffentlichungen: Das Jenseits der Philosophie (1992); Die Flucht aus der Beliebigkeit (2001); Die Richtung des Denkens (in Vorbereitung).
In Das Jenseits der Philosophie entwickelte er eine Nicht-dualisierende Philosophie. In Die Flucht aus der Beliebigkeit setzt er sich kritisch mit dem Erkenntnisziel der Wahrheit auseinander. Seine Bücher wurden in Polen übersetzt und das AHCI Journal Constructivist Foundations veröffentlichte zwei Sonderhefte zu Mitterers Philosophie: The Non-dualizing Philosophy of Josef Mitterer (2008) und Non-dualism: A Conceptual Revision? (2013). Seit November 2020 erscheinen englische Übersetzungen seiner Bücher online auf der Philosophie Website 3:16 am von Richard Marshall.
Josef Mitterer ist Mitglied des wissenschaftlichen Kuratoriums des Europäischen Forum Alpbach, Vorstandsmitglied der Österreichischen Ludwig Wittgenstein Gesellschaft und Mitglied des Wissenschaftlichen Beirats der Karl Popper Foundation. Zusammen mit Theo Hug ist er Nachlassverwalter des Philosophen und Kommunikationswissenschaftlers Ernst von Glasersfeld.
Zur Wirkung:
Mit Mitterers Philosophie setzen sich Medienwissenschaftler und Philosophen wie der Salzburger Medienwissenschaftler Stefan Weber (Habilitationsschrift Non-dualistische Medientheorie, Universität Wien, 2005 sowie zahlreiche weitere Publikationen zum Thema), Siegfried J. Schmidt, Armin Scholl und Bozena Choluj auseinander; in Polen Krzysztof Abriszewski, Ewa Binczyk, Marzenna Cyzman und Alexsandra Derra.

## Non-Dualismus
Der Non-Dualismus bzw. die „Nicht-dualisierende Redeweise“ versteht sich als Alternative zu drei Gemeinsamkeiten, die Josef Mitterer zufolge in vielen philosophischen Denktraditionen vorzufinden sind. Diese drei Grundkonsense sind:
1. Eine kategoriale Unterscheidung zwischen Sprache und sprachverschiedener Wirklichkeit, zwischen Beschreibungen und beschreibungsverschiedenen Objekten, zwischen dem Reden über die Welt und der Welt selbst usw. – unabhängig davon, ob die Sprache die Wirklichkeit nun abbildet, widerspiegelt, konstruiert oder hervorbringt.
2. Die Orientierung unserer Erkenntnisanstrengungen auf eine Übereinstimmung zwischen diesen beiden Gliedern: zwischen Sprache und Wirklichkeit, zwischen Beschreibung und Objekt, zwischen Reden und Welt – unabhängig davon, ob die gelungene Übereinstimmung als wahre Erkenntnis bezeichnet wird oder lediglich von einer Viabilität der Erkenntnisse in der konstruierten Wirklichkeit gesprochen wird.
3. Die Richtung unserer Erkenntnisanstrengungen auf das Objekt der Erkenntnis, auf die Welt: Philosophen denken über die Welt nach; beziehen sich auf Objekte, Dinge oder Gegenstände; sie reden über die Wirklichkeit.
Diese drei Gemeinsamkeiten finden sich Mitterer zufolge zumindest als „Restgrößen“ oder Minimal-Ontologien auch in poststrukturalistischen, relativistischen oder (radikal-)konstruktivistischen Erkenntnistheorien. Er fasst die verschiedenen philosophischen Traditionen in einer einfachen Aussage zusammen:
Entweder: Es gibt Unterschiede und daher machen wir sie (Realismus) oder: Wir machen Unterschiede und daher gibt es sie (Idealismus, Konstruktivismus).
In seinem Werk Das Jenseits der Philosophie entwickelt Mitterer ein alternatives Denkmodell, das auf die Einführung einer Dichotomie zwischen Sprache und Welt verzichtet. Die Beschreibung eines Objekts ist nicht auf das Objekt gerichtet, sondern geht vom Objekt aus. Das Objekt einer Beschreibung verhält sich zur Beschreibung des Objekts wie die Beschreibung so far zur Beschreibung from now on. Eine neue Beschreibung ändert das Objekt der Beschreibung in ein neues Objekt für weitere Beschreibungen. Mitterer will dabei die Unterscheidung zwischen Sprache und Welt, zwischen Beschreibung und Objekt, zwischen Meinung und Tatsache, nicht leugnen oder überwinden. Es geht ihm darum, wann, wie und wozu diese Unterscheidungen eingeführt werden.
In Die Flucht aus der Beliebigkeit wird die wahrheitsorientierte Philosophie als Argumentationstechnik präsentiert, mit deren Hilfe beliebige Auffassungen als „wahr“ oder „richtig“ ausgewiesen werden können.

Mitterer sagte 2022 in einem Interview:
In der Geschichte haben immer die Sieger gesagt, die Wahrheit habe gesiegt, und die Verlierer, dass die Wahrheit letztendlich siegen werde. Die Wahrheit steht immer auf der eigenen Seite. Die Ketzer wurden um der Wahrheit willen verbrannt und haben sich um der Wahrheit willen verbrennen lassen. / Das Vokabular von Wahrheit und Irrtum basierend auf der dichotomischen Unterscheidung zwischen Sprache und Welt ... begünstigt eine Schwarz-Weiß-Attitüde gegenüber der Diversität und Pluralität von Meinungen und ist den Herausforderungen der Medien im digitalen Zeitalter nicht gewachsen.

## Werke
- Das Jenseits der Philosophie. Wider das dualistische Erkenntnisprinzip. Passagen-Verlag, Wien 1992. ISBN 3-85165-016-6.
- Die Flucht aus der Beliebigkeit.  Fischer Taschenbuch Verlag Nr. 14929, Frankfurt/M. 2001. ISBN 3-596-14929-0.
- Theo Hug / Michael Schorner / Josef Mitterer (Hrsg.): Ernst-von-Glasersfeld-Archiv. Eröffnung – Inauguration. Innsbruck University Press, Innsbruck 2013. ISBN 978-3-902936-17-2.

## Auszeichnungen
- 2017: Ehrenbürger der Universität Innsbruck[3]
- 2022: Österreichisches Ehrenkreuz für Wissenschaft und Kunst I. Klasse[4]